# Thunar
Thunar는 리눅스 및 기타 유닉스 계열 시스템들을 위한 파일 관리자이며 초기에는 GTK+ 2 툴킷을 이용하여 개발되었으나 나중에는 GTK+ 3 툴킷으로 이식되었다. 버전 4.4 RC1 이상에서 Xfce를 장착하기 시작했다. Thunar는 Benedikt Meurer에 의해 개발되었으며 처음에는 Xfce의 이전 파일 관리자인 XFFM을 대체할 목적으로 만들어졌다. 최초 이름은 파일러(Filer)였으나 이름 충돌로 인해 Thunar로 변경되었다.
Thunar는 노틸러스와 캉커러와 같은 다른 일부 리눅스 파일 관리자들보다 기동이 더 빠르고 더 반응적이도록 설계되어 있다. 접근성은 GNOME 접근성 툴킷을 통해 이루어진다. Xfce의 나머지 부분처럼 Thunar는 freedesktop.org에서 언급된 것들을 포함한 표준들을 준수하도록 설계되어 있다. Thunar는 설계상 단순하고 가볍지만 기능은 플러그인을 통해 확장이 가능하다.